# The Pool Boys
The Pool Boys (Brasil: Loucuras de Verão / Portugal: The Pool Boys) é um filme estadunidense de 2011, do gênero comédia, dirigido por James B. Rogers e estrelado por Matthew Lillard, Brett Davern, Rachelle Lefèvre, Efren Ramirez e Tom Arnold.

## Elenco
- Matthew Lillard ... Roger
- Brett Davern ... Alex Sperling
- Rachelle Lefèvre ... Laura
- Efren Ramirez ... Hector
- Tom Arnold ... Ele Mesmo
- Robert Davi ... Ele Mesmo
- George Takei ... Maitre d'
- Jay Thomas ... Martin Sperling
- Rhoda Griffis ... Nancy Sperling
- Heather Marie Marsden ... Bree
- Simona Fusco ... Hedda
- Jennifer Walcott ... Caitlin
- Pat Skipper ... Frank
- Monica Leigh ... Trish
- AJ Alexander ... DJ
- Astrid Bryan ... Solteira